# Torsten Kyon

Torsten Kyon (2009)

Torsten Kyon alias Tordi (* 26. Mai 1959 in Bottrop) ist ein deutscher Comiczeichner, Illustrator und Kunstpädagoge.

## Leben
Nach dem Abitur 1979 am Vestischen Gymnasium in Bottrop studierte Kyon 1981 bis 1988 an der Universität Essen Kunst. Seit 1980 ist er ständiges Mitglied des Künstlerbundes Bottrop e.V., seit 1991 ist er als Kunstpädagoge tätig.

## Werk
Ab 2003 arbeitete er mit dem Verlag für Ruhrgebietsliteratur Henselowsky Boschmann zusammen. Torsten Kyon illustrierte zwei Bücher für den Verlag: Das Bollerrad muss bollern, der Knicker, der muss rollern von Helmut Spiegel und Alfons & Mieze – Sag mich mal wat Nettes von Beni. Zwei weitere Bücher illustriert er gemeinsam mit anderen Zeichnern: Daaf ich Sie noch ma wat lernen? von Dr. Antonia Cervinski-Querenburg und Ewig Gelsenkirchen von Daniel Twardowski.

Torsten Kyon (2009)

Aus diesen Arbeiten entwickelte sich die Idee für einen Ruhrgebiet-Comic. Tordi erfindet die Figur des Bergmanns und Taubenzüchters Jupp Turteltaub und schrieb das erste Szenarium für ein Comicabenteuer mit dem Titel Turteltaub und das Geheimnis der Braunen. Seinem Helden zur Seite stellte er drei Zwerge aus den Tiefen des Bergwerks. Aus den ersten Entwürfen entstanden kurze Strips. Darüber hinaus entwickelten sich auch die Tauben selbst zu Helden und wurden feste Bestandteile der Strips.
Im Jahr 2006 wurde eine der größten Fachzeitschriften für den Taubensport, Die Brieftaube des deutschen Brieftaubenzüchterverbandes, auf ihn aufmerksam und veröffentlichte seit 2006 wöchentlich einen Turteltaubstrip. Mittlerweile erscheinen die Strips in einem weiteren Fachmagazin und einer regionalen Zeitung.
Seit 2007 arbeitet er mit dem Emons Verlag Köln zusammen, bei dem auch der erste Comicband Dem kleinen Mann seine Rennpferde erschienen ist. Dessen Bestandteil wiederum ist das satirische Taubenmärchen Mit ein Bein inne Suppe.
2009 kam es zur Zusammenarbeit mit dem Gong-Verlag in Ismaning. Seit Juni 2009 (Heft 27) erscheinen die Taubencartoons wöchentlich in den Programmzeitschriften Gong und Bild&Funk. Seit Heft 43/2009 erscheinen die Cartoons auch in der Zeitschrift Super TV, ebenfalls Gong-Verlag.
Im November 2017 ist in Kyons Turteltaub Verlag der zweite 96 Seiten starke Comicband Zwei Tauben in New York erschienen.
Nach François Walthéry „Der alte Blaue“ von 1972 (in Deutschland veröffentlicht 1992) mit sechs Kurzgeschichten über einen Taubenzüchter zeichnete Tordi das einzige Comic über Tauben und ihre Züchter in Serie.

## Comics
- Dem kleinen Mann seine Rennpferde, 2008, ISBN 3-8970-5576-7
- Zwei Tauben in New York, 2017, ISBN 9783000556869
- Tauben sind auch nur Menschen, 2024, ISBN 978-3-948566-21-0

## Illustrationen
- Ewig Gelsenkirchen, 2002, ISBN 3-9227-5046-X
- Daaf ich Sie noch ma wat lernen?, 2002, ISBN 3-9227-5047-8
- Das Bollerrad muss bollern, der Knicker, der muss rollern, 2003, ISBN 3-9227-5049-4
- Alfons und Mieze. Sag mich mal wat Nettes, 2004, ISBN 3-9227-5053-2